# Roquetas de Mar
Roquetas de Mar ("kleine rotsen van de zee") is een gemeente in de Spaanse provincie Almería in de regio Andalusië met een oppervlakte van 60 km². In 2007 telde Roquetas de Mar 71.279 inwoners.
De 'Urbanización' (toeristisch gebied met hotels en restaurants en winkels) van Roquetas is voornamelijk een Spaans vakantieoord voor de meerderheid van de zomermaanden, maar ontvangt ook veel bezoekers uit overal ter wereld. In Roquetas is door het klimaat heel het jaar toerisme, ook in de winterperiode.
Roquetas de Mar is een van de twee grote resorts aan de Costa de Almería, het andere is Mojácar.
Roquetas fungeert regelmatig als finishplaats van de wielerwedstrijd Clásica de Almería.

## Demografische ontwikkeling
Bron: INE; 1857-2011: volkstellingen

## Geboren
- Álex Baena (2001), voetballer

Abla · Abrucena · Adra · Albánchez · Alboloduy · Albox · Alcolea · Alcóntar · Alcudia de Monteagud · Alhabia · Alhama de Almería · Alicún · Almería · Almócita · Alsodux · Antas · Arboleas · Armuña de Almanzora · Bacares · Balanegra · Bayárcal · Bayarque · Bédar · Beires · Benahadux · Benitagla · Benizalón · Bentarique · Berja · Canjáyar · Cantoria · Carboneras · Castro de Filabres · Chercos · Chirivel · Cóbdar · Cuevas del Almanzora · Dalías · El Ejido · Enix · Felix · Fines · Fiñana · Fondón · Gádor · Los Gallardos · Garrucha · Gérgal · Huécija · Huércal de Almería · Huércal-Overa · Illar · Instinción · Laroya · Láujar de Andarax · Líjar · Lubrín · Lucainena de las Torres · Lúcar · Macael · María · Mojácar · La Mojonera · Nacimiento · Níjar · Ohanes · Olula de Castro · Olula del Río · Oria · Padules · Partaloa · Paterna del Río · Pechina · Pulpí · Purchena · Rágol · Rioja · Roquetas de Mar · Santa Cruz de Marchena · Santa Fe de Mondújar · Senés · Serón · Sierro · Somontín · Sorbas · Suflí · Tabernas · Taberno · Tahal · Terque · Tíjola · Las Tres Villas · Turre · Turrillas · Uleila del Campo · Urrácal · Velefique · Vélez-Blanco · Vélez-Rubio · Vera · Viator · Vícar · Zurgena